# Dietmar Schmidt (Tischtennisspieler)
Dietmar Schmidt (* um 1939) ist ein deutscher Tischtennis-Nationalspieler mit seiner aktiven Zeit als Leistungssportler in den 1950er Jahren.

## Werdegang
Dietmar Schmidt stammt aus Deggendorf. 1953 schloss er sich dem Verein TTC Straubing an. Zwei Jahre später wurde er mit der deutschen Jungen-Mannschaft zusammen mit Dieter Köhler, Roland Süßmann und Horst Terbeck Europameister. Bei der Deutschen Meisterschaft 1956 erreichte er das Halbfinale im Einzel, wo er an Bernhard Vossebein scheiterte. 1957 wurde er mit Josef Seiz Dritter im Doppel. Im April 1956 wurde er für das Länderspiel gegen Belgien in Lüneburg nominiert. Mit zwei Siegen – gegen Georges Roland und Guy Delabarre – trug er zum 5:0-Erfolg der deutschen Mannschaft bei. Im Juli 1956 wurde Dietmar Schmidt in der deutschen Rangliste auf Platz acht geführt.
1957 wechselte Dietmar Schmidt zum Verein TSV Milbertshofen, mit dem er in der Saison 1957/58 Deutscher Mannschaftsmeister wurde. In der Saison 1961/62 spielte er beim TV Haßfurt, danach bei den Würzburger Kickers.